# Patinatge artístic als Jocs Olímpics d'Hivern de 1928

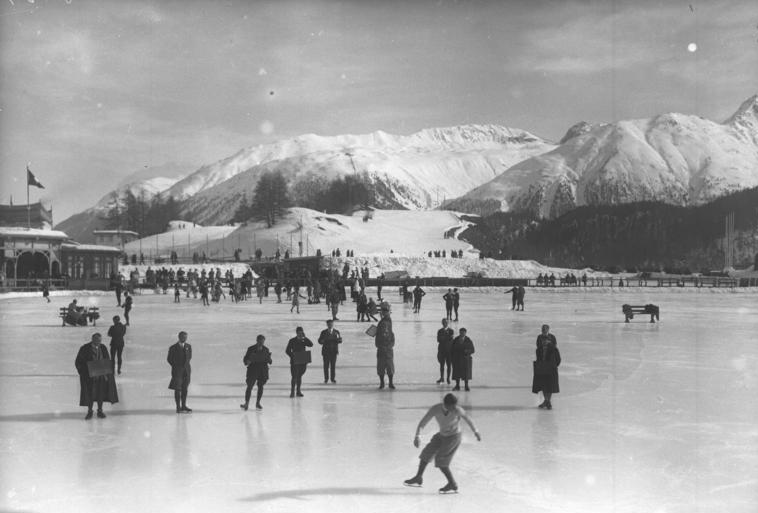
El suec Gillis Grafström durant la competició de patinatge.

Als Jocs Olímpics d'Hivern de 1928 celebrats a la ciutat de Sankt Moritz (Suïssa) es disputaren tres proves de patinatge artístic sobre gel, una en categoria masculina, una altra en categoria femenina i una tercera en categoria mixta per parelles. Les proves es disputaren entre els dies 14 i 19 de febrer de 1928 a les instal·lacions de Sankt Moritz.

## Comitès participants
Hi participaren un total de 51 patinadors, entre ells 23 homes i 28 dones, d'11 comitès nacionals diferents. Dotze patinadors (set homes i cinc dones) competiren tant en categoria individual com per parelles.
| - Alemanya (8) (homes:3 dones:5) - Àustria (9) (homes:4 dones:5) - Bèlgica (2) (homes:1 dones:1) - Canadà (5) (homes:2 dones:3) - Estats Units (6) (homes:3 dones:3) - Finlàndia (3) (homes:2 dones:1) |  | - França (3) (homes:1 dones:2) - Regne Unit (5) (homes:3 dones:2) - Noruega (4) (homes:0 dones:4) - Suècia (1) (homes:1 dones:0) - Suïssa (2) (homes:1 dones:1) - Txecoslovàquia (3) (homes:2 dones:1) |

## Resum de medalles

### Categoria masculina
| Prova              | Or               | Argent      | Bronze               |
| Individual Detalls | Gillis Grafström | Willy Böckl | Robert Van Zeebroeck |

### Categoria femenina
| Prova              | Or          | Argent        | Bronze           |
| Individual Detalls | Sonja Henie | Fritzi Burger | Beatrix Loughran |

### Categoria mixta
| Prova            | Or                                | Argent                            | Bronze                                |
| Parelles Detalls | FrançaAndrée Joly · Pierre Brunet | ÀustriaLilly Scholz · Otto Kaiser | ÀustriaMelitta Brunner · Ludwig Wrede |

## Medaller
| Posició | País         | Or | Argent | Bronze | Total |
| 1       | França       | 1  | 0      | 0      | 1     |
| 1       | Noruega      | 1  | 0      | 0      | 1     |
| 1       | Suècia       | 1  | 0      | 0      | 1     |
| 4       | Àustria      | 0  | 3      | 1      | 4     |
| 5       | Bèlgica      | 0  | 0      | 1      | 1     |
| 5       | Estats Units | 0  | 0      | 1      | 1     |
|         |              |    |        |        |       |
| Total   | Total        | 3  | 3      | 3      | 9     |